# John O'Shea
John Francis O'Shea (Waterford, 30 de abril de 1981) é um ex-futebolista irlandês que atuava como zagueiro, lateral e volante.

## Carreira
O'Shea assinou seu primeiro contrato profissional com 17 anos e teve sua estreia em 1999 na derrota de 3 a 0 para o Aston Villa no Villa Park, pela Copa da Liga Inglesa.
Em seguida foi emprestado ao Bournemouth e também ao Royal Antwerp. Quando voltou ao Manchester United mostrou versatilidade, jogando nas laterais, como zagueiro e também como volante (sua posição preferida) durante a campanha vitoriosa na Premier League de 2002–03.
Na temporada 2003-04, os Red Devils foram para a Copa da Inglaterra sem seu principal zagueiro, Rio Ferdinand depois que ele foi pego em um teste antidrogas em janeiro, então Sir Alex Ferguson escalou O'Shea, que assumiu a posição, ajudando o Manchester a chegar à final e vencer por 3 a 0 o Millwall.
O'Shea fez parte do elenco da Seleção Irlandesa que disputou a Eurocopa de 2016.

## Títulos
Manchester United
- Campeonato Inglês: 1998–99, 2002–03, 2006–07, 2007–08, 2008–09 e 2010–11
- Copa da Inglaterra: 1998–99 e 2003–04
- Copa da Liga Inglesa: 2005–06, 2008–09
- Supercopa da Inglaterra: 2003, 2007, 2008 e 2010
- Liga dos Campeões da UEFA: 1998–99 e 2007–08
- Mundial de Clubes: 2008